# Pulitzer-Preis/Aktuelle Berichterstattung
Der Pulitzer-Preis für Aktuelle Berichterstattung (Pulitzer Prize for Breaking News Reporting) wird seit 1953 vergeben und wurde schon mehrmals umbenannt.
- Von 1954 bis 1963: Pulitzer-Preis für Lokale Berichterstattung, zeitnahe Ausgabe (Pulitzer Price for Local Reporting, Edition Time)
- Von 1964 bis 1984: Pulitzer-Preis für Allgemeine Lokalnachrichten oder Berichte von aktuellen Schauplätzen (Pulitzer Prize for Local General or Spot News Reporting)
- Von 1985 bis 1990: Pulitzer-Preis für Allgemeine aktuelle Berichterstattung (Pulitzer Prize for General News Reporting)
- Von 1991 bis 1997: Pulitzer-Preis für Berichte von aktuellen Schauplätzen (Pulitzer Prize for Spot News Reporting)
- Von 1998 bis heute: Pulitzer-Preis für Aktuelle Berichterstattung (Pulitzer Prize for Breaking News Reporting), 2011 nicht vergeben.

Bis 1954, war der Pulitzer-Preis für Lokale Berichterstattung (Pulitzer Prize for Local Reporting) eine Kombination aus aktueller und investigativer Berichterstattung.

## Liste der Preisträger

### Lokale Berichterstattung, zeitnahe Ausgabe (Pulitzer Price for Local Reporting, Edition Time)
- 1953: Mitarbeiter Providence Journal and Evening Bulletin
- 1954: Mitarbeiter Vicksburg Sunday Post-Herald
- 1955: Caro Brown, Alice Daily Echo
- 1956: Lee Hills, Detroit Free Press
- 1957: Mitarbeiter Salt Lake Tribune
- 1958: Mitarbeiter Fargo Forum
- 1959: Mary Lou Werner, The Evening Star, Washington DC
- 1960: Jack Nelson, The Atlanta Constitution
- 1961: Sanche De Gramont, New York Herald Tribune
- 1962: Robert D. Mullins, Deseret News, Salt Lake City
- 1963: Sylvan Fox, Anthony Shannon und William Longgood, New York World-Telegram and Sun

### Allgemeine Lokalnachrichten oder Berichte von aktuellen Schauplätzen (Pulitzer Prize for Local General or Spot News Reporting)
- 1964: Norman C. Miller The Wall Street Journal
- 1965: Melvin H. Ruder Hungry Horse News, a weekly in Columbia Falls, MT
- 1966: Mitarbeiter Los Angeles Times
- 1967: Robert V. Cox Chambersburg (Pennsylvania) Public Opinion
- 1968: Mitarbeiter Detroit Free Press
- 1969: John Fetterman Louisville Times and Courier-Journal
- 1970: Thomas Fitzpatrick Chicago Sun-Times
- 1971: Mitarbeiter Akron (OH) Beacon Journal
- 1972: Richard Cooper and John Machacek Rochester (NY) Times-Union
- 1973: Mitarbeiter Chicago Tribune
- 1974: Arthur M. Petacque and Hugh F. Hough Chicago Sun-Times
- 1975: Mitarbeiter Xenia (OH) Daily Gazette
- 1976: Gene Miller Miami Herald
- 1977: Margo Huston The Milwaukee Journal
- 1978: Richard Whitt Louisville Courier-Journal
- 1979: Mitarbeiter San Diego (CA) Evening Tribune
- 1980: Mitarbeiter The Philadelphia Inquirer
- 1981: Mitarbeiter Longview (WA) Daily News
- 1982: Mitarbeiter Kansas City Star and Kansas City Times
- 1983: Mitarbeiter Fort Wayne (IN) News-Sentinel
- 1984: Newsday team of reporters Newsday, Long Island, NY

### Allgemeine aktuelle Berichterstattung (Pulitzer Prize for General News Reporting)
- 1985: Thomas Turcol von der The Virginian-Pilot and Ledger-Star, Norfolk, Va.
- 1986: Edna Buchanan von der Miami Herald.
- 1987: Mitarbeiter der Akron Beacon Journal.
- 1988: Mitarbeiter der Alabama Journal of Montgomery.
- 1988: Mitarbeiter der Lawrence Eagle-Tribune.
- 1989: Mitarbeiter der Louisville Courier-Journal.
- 1990: Mitarbeiter der San Jose Mercury News.

### Berichterstattung von aktuellen Schauplätzen (Pulitzer Prize for Spot News Reporting)
- 1991: Mitarbeiter der Miami Herald,
- 1992: Mitarbeiter der Newsday,
- 1993: Mitarbeiter der Los Angeles Times,
- 1994: Mitarbeiter der New York Times,
- 1995: Mitarbeiter der Los Angeles Times,
- 1996: Robert D. McFadden von der The New York Times.
- 1997: Mitarbeiter der Newsday

### Aktuelle Berichterstattung (Pulitzer Prize for Breaking News Reporting)
- 1998: Mitarbeiter der Los Angeles Times
- 1999: Mitarbeiter des Hartford Courant
- 2000: Mitarbeiter der Denver Post
- 2001: Mitarbeiter des Miami Herald
- 2002: Mitarbeiter des Wall Street Journal
- 2003: Mitarbeiter des Eagle-Tribune
- 2004: Mitarbeiter der Los Angeles Times
- 2005: Mitarbeiter des Star-Ledger
- 2006: Mitarbeiter der Times-Picayune
- 2007: Mitarbeiter des Oregonian
- 2008: Mitarbeiter der Washington Post, unter anderen Jose Antonio Vargas
- 2009: Mitarbeiter der New York Times, unter anderen Danny Hakim
- 2010: Mitarbeiter der Seattle Times
- 2011: nicht vergeben
- 2012: Mitarbeiter des The Tuscaloosa (Alabama)
- 2013: Mitarbeiter der Denver Post
- 2014: Mitarbeiter des Boston Globe
- 2015: Mitarbeiter der Seattle Times
- 2016: Mitarbeiter der Los Angeles Times
- 2017: Mitarbeiter der East Bay Times
- 2018: Mitarbeiter des The Press-Democrat
- 2019: Mitarbeiter der Pittsburgh Post-Gazette
- 2020: Mitarbeiter des The Courier-Journal
- 2021: Mitarbeiter der Star Tribune, Minneapolis
- 2023: Mitarbeiter der Los Angeles Times
- 2024: Mitarbeiter des Lookout Santa Cruz